# Koraon
Koraon è una suddivisione dell'India, classificata come nagar panchayat, di 12.137 abitanti, situata nel distretto di Allahabad, nello stato federato dell'Uttar Pradesh. 